# Jiří T. Kotalík
Jiří Tomáš Kotalík (14. února 1951 Praha – 2. července 2020) byl český historik umění, památkář a teoretik architektury, který působil mj. jako rektor Akademie výtvarných umění v Praze. Jeho otec Jiří Kotalík byl také historikem umění a ředitelem Národní galerie v Praze.

## Biografie
Narodil se 14. února 1951 v Praze do rodiny historika umění Jiřího Kotalíka, jenž patřil k největším českým odborníkům na moderní výtvarné umění. Matka pocházela z moravského rodu Graubnerů, arcibiskup Jan Graubner je jeho bratranec. Stejně jako rodina Graubnerů, byl i Jiří Tomáš Kotalík spojen se Strážnicí, rád se do ní vracel. Oženil se s historičkou umění Janou Fialovou, dcerou historika umění a pedagoga Vladimíra Fialy, s níž má syna Jiřího. Ke konci svého života podporoval interdisciplinární práci filosofa Filipa Gorazda Martinka a vznik knihy o malíři Františku Cundrlovi, se kterým se přátelil. Dlouhá léta působil jako člen komisí pro hodnocení disertačních prací v oboru Dějiny architektury a památkové péče.

### Studia
- dějiny umění-dějepis na MU (tehdy Univerzita Jana Evangelisty Purkyně) v Brně a na Filozofické fakultě Univerzity Karlovy v Praze v letech 1969–1974
- doktorát filozofie (PhDr.) – FF UK Praha, 1975
- kandidatura (CSc.) – FF UK Praha, 1986
- docentura – AVU, 1990

### Malostranské dvorky
V roce 1981 se dostal do povědomí kulturního života a československé společnosti pořádáním výstavy Malostranské dvorky, která sdružovala komunistickou ideologií nezatížené umělce. Celá výstava byla pojata jakožto akční umění a vynikala svojí hravostí.

### Zaměstnání
- Pražské středisko státní památkové péče a ochrany přírody
- FF UK v Praze
- od 1. 1. 1984 jako asistent katedry dějin umění na Akademii výtvarných umění, externě ale již od roku 1980 na katedře architektury vedené tenkrát doc. Bělohradským
- v letech 2003–2004 generální ředitel Národního památkového ústavu
- od roku 2003 vedoucí katedry teorie dějin umění na AVU
- v období 1997–2003 (dvě funkční období) a 2010–2014 rektor Akademie výtvarných umění v Praze[6]

### Pedagogická a vědecká činnost
- FA ČVUT
- FAMU
- Filozofická fakulta UK v Praze
- NPÚ
- Akademie výtvarných umění v Praze
- Byl členem řady odborných komisí, rad, sborů, věnoval se popularizaci architektury a odkazu Josefa Hlávky.

### Členství v organizacích (výběr)
- Vědecká rada Národního památkového ústavu
- Rada ministra kultury pro vědu a vývoj
- Exekutivní výbor Národního komitétu ICOMOS
- Spolek výtvarných umělců Mánes (od roku 2008 předseda)[7]
- Občanská sdružení Symposion a Pro Bohemia
- Uměleckohistorická společnost v Českých zemích
- Sdružení výtvarných kritiků a teoretiků
- Reprezentativní komise MŠMT
- ELIA – evropská liga uměleckých škol

## Dílo

### Publikace (výběr)
- Toskánský palác v Praze : historie a rekonstrukce stavby, spoluautor, Praha : Ministerstvo zahraničních věcí České republiky : Architektonický ateliér Pavla Kupky : Sdružení umění a řemesla, 1999, ISBN 80-900706-8-X
- Jaroslav Fragner : náčrty a plány, úvodní stať, Praha : Galerie Jaroslava Fragnera, 1999
- Letem českým světem, spoluautor textů, Lomnice nad Popelkou : Studio JB, 1999, ISBN 80-900903-6-2
- Obrazy z dějin české architektury, spolu s Davidem Vávrou, Praha : Titanic : Grada, 2003, angl. 2005, ISBN 80-85909-94-4
- Jiří Sozanský. Monology 1971–2006, Praha 2006
- Socha domu Jiřího Kaloče, Praha : Argus, 2008, ISBN 978-80-254-3280-8
- Josef Gočár, spoluautor, Praha : Titanic, 2010, ISBN 978-80-86652-44-3 – část Josef Gočár a výtvarní umělci
- Drobné perly české architektury, spolu s Davidem Vávrou a Pavlem Fričem, Praha : Titanic, 2012

### Kurátorství
- Byl jedním z kurátorů výstavy Deset století architektury.
- Autor doprovodné publikace k výstavě Architektura barokní.
- Organizace výstav Baroque en Bohéme, Prager Barock, Architekti Mánesa, Letem českým světem, Barok a dnešek, Otevřený dialog.
- Do jeho činnosti v této oblasti spadají zejména umělci z okruhu Spolku výtvarných umělců Mánes.
- Byl spoluorganizátorem Malostranských dvorků, neformální kulturní akce, která v době komunistické vlády vzbudila pozornost. Centrem této akce bylo Divadlo v Nerudově ulici.[8]

### Popularizace umění
Je autorem a moderátorem TV seriálu Deset století architektury. Věnoval se popularizaci díla Josefa Hlávky.